# Laois GAA
Le Laois County Board of the Gaelic Athletic Association ou plus simplement Laois GAA est une sélection de sports gaéliques basée dans la province du Leinster. Elle est responsable de l’organisation des sports gaéliques dans le Comté de Laois et des équipes qui le représente dans les rencontres inter-comtés. 

## Histoire
Le Comté de Laois est un des comtés qui a réussi à placer son équipe en finale à la fois du All-Ireland en football gaélique et du All-Ireland en hurling. Laois a connu récemment un nouvel essor du football gaélique avec les victoires de leurs équipes de jeunes depuis 1996 et la victoire de leur équipe première dans le championnat du Leinster en 2003.

En hurling, le seul titre national de Laois date de 1915 avec une prestigieuse victoire en All-Ireland. Ce match eut lieu dans des conditions dantesques car les joueurs ont disputé la deuxième mi-temps avec leurs manteaux pour affronter les intempéries. 
L’équipe de hurling réussit aussi à se qualifier pour les demi-finales de la Ligue nationale de hurling en 1981, 1983 puis 1996.

## Palmarès

### Football gaélique
- All-Ireland Senior Football Championship :
  - Finalistes en 1889 et 1936

- Ligue nationale de football gaélique : 2
  - 1926, 1986
  - Finalistes : 2003
- Championnat du Leinster :  6
  - 1889, 1936, 1937, 1938, 1946, 2003
- O'Byrne Cup : 5
  - 1978, 1987, 1991, 1994 and 2005

#### All Stars
5 footballeurs ont été élus All-Star :
- 1986 Colm Browne, Liam Irwin
- 2003 Fergal Byron, Joe Higgins, Tom Kelly

### Football gaélique féminin
- Portlaoise GAA remporte le championnat d’Irlande des clubs en 1983

### Hurling
- All-Ireland Senior Hurling Championship :  1
  - 1915
- Ligue nationale de hurling : 0
  - demi-finalistes 1981, 1983, 1996.

#### All Stars
1 hurler a été élu All-Star :
- 1985 Pat Critchley